# 福岡市立香椎第2中学校
福岡市立香椎第２中学校（ふくおかしりつ かしいだいにちゅうがっこう）は、福岡県福岡市東区香住ヶ丘一丁目にある公立中学校。略称は「2中（にちゅう）」または「香椎第2中（かしいだいにちゅう）」、「第2中（だいにちゅう）」、「香椎2中(かしいにちゅう)」。

## 沿革
- 1972年
  - 4月 - 福岡市立香椎中学校より分離、設立。
  - 6月 - 運動場、体育館施設完成。

## 通学区域
- 福岡市立香椎小学校の校区[1]
  - 香椎二丁目（12番12号〜15号、13番16号〜18号）
  - 香椎駅前一丁目
  - 香椎駅前二丁目
  - 香椎駅前三丁目
  - 香椎駅東一丁目（1番〜26番（15番14号・15号を除く）、31番（18号・19号を除く）、37番（18号〜24号を除く））
  - 香椎駅東二丁目
  - 御島崎一丁目
  - 御島崎二丁目
  - 香住ヶ丘七丁目（5番〜10番）
- 福岡市立香住丘小学校の校区
  - 唐原一丁目
  - 唐原二丁目
  - 唐原三丁目
  - 唐原四丁目
  - 唐原五丁目
  - 唐原六丁目
  - 唐原七丁目（5番、15番34号・41号、16番を除く）
  - 香住ヶ丘一丁目
  - 香住ヶ丘二丁目
  - 香住ヶ丘三丁目
  - 香住ヶ丘四丁目
  - 香住ヶ丘五丁目
  - 香住ヶ丘六丁目
  - 香住ヶ丘七丁目（5番〜10番を除く）
  - 松香台二丁目
  - 和白一丁目
  - 和白四丁目（1番〜8番（8番14号〜20号を除く））
  - 大字上和白（1332番地、1334番地〜1344番地、1347番地、1391番地、1401番地）

## 主な卒業生
- 奥田智子 - 九州朝日放送アナウンサー
- 松重豊 - 俳優
- 弓削田健介 - 作曲家、シンガーソングライター